# Teodora (consort de Romà I)
Teodora, en grec medieval Θἱὃδορα, va ser l'emperadriu consort de l'emperador romà d'Orient Romà Lecapè.
No es coneix el seu origen ni el país d'on provenia. El maig o el juny de l'any 919 es va convertir en la sogra de Constantí VII quan la seva filla, Helena Lecapena, es casà amb el jove emperador. El seu marit, Romà, era drungari (almirall) de la marina romana d'Orient i exercia de regent del seu gendre. Romà va ser proclamat Basleopàtor, "pare de l'emperador", amb motiu d'aquest matrimoni. El setembre del 920 va ser investit cèsar. El 17 de desembre de 920 va ser coronat coemperador i, de fet, va ser ell el més important dels dos emperadors associats. Teodora va ser coronada Augusta el gener del 921 i va conservar el títol d'emperadriu fins a la seva mort, un any després, el 922. Va ser enterrada el desembre de 922 a l'església de Bodrum.
És l'única esposa de Romà Lecapè que mencionen les fonts primàries i tradicionalment es considera que va ser la mare de tots els seus fills legítims. Però va sorgir la qüestió de si ella no era més que la seva segona esposa. Simeó Metafrastes parla d'un cert magister Nicetas i diu que era padrastre de Romà, cosa que el convertiria en el pare de Teodora. Altres cròniques diuen que aquest Nicetes era el pare de Sofia, l'esposa de Cristòfol Lecapè. Cristòfol era el fill gran de Romà. Generalment es considera que Simeó probablement va cometre un error. A l'obra Familles Byzantines (1975) Jean-François Vannier considera que no es va equivocar i que, al mateix temps, el pare i el fill s'havien casat amb dues filles de Nicetes, cosa que voldria dir que Teodora no podria ser la mare de Cristòfol, ja que no es podia casar amb la seva germana, i argumenta que Cristòfol era fruit d'un matrimoni anterior i que Teodora va ser la segona esposa de Romà.

## Fills
Es considera que Romà Lecapè i Teodora van tenir aquests fills:
- Constantí Lecapè, coemperador des del 924 fins al 945. Va morir el 946.
- Esteve Lecapè, coemperador del 924 al 945. Va morir el 967.
- Helena Lecapena, que es va casar amb l'emperador Constantí VII.
- Àgata Lecapè, que es va casar amb Romà Argir. El seu net va ser l'emperador Romà III.
- Teofilacte Lecapè, patriarca de Constantinoble amb el nom de Teofilacte de Constantinoble des del 933 fins al 956.

El fill gran de Romà, Cristòfol Lecapè era fill, sembla, de la seva primera esposa Maria.